# Vaterland (Schiff, 1940)
Die Vaterland war ein 1938 von der HAPAG bei Blohm & Voss in Hamburg in Auftrag gegebenes Passagierschiff für den Einsatz auf der Nordatlantikroute. Es sollte der erste im internationalen Vergleich große Neubau der Reederei seit dem Ersten Weltkrieg sein und ein Gegengewicht zu den überaus erfolgreichen Schnelldampfern Bremen und Europa des Norddeutschen Lloyd bilden, die seit Ende der 1920er Jahre auf derselben Route im Einsatz waren.

## Geschichte
Der Bau der Vaterland kam bis zum Beginn des Zweiten Weltkriegs planmäßig voran. Für das Schiff war – wie bereits in dem französischen Liner Normandie erprobt – ein turboelektrischer Antrieb vorgesehen, der einen wirtschaftlichen Betrieb bei mittleren Geschwindigkeiten von etwa 23 bis 24 Knoten ermöglichen sollte. Damit entsprach der Entwurf der bereits vor 1914 verfolgten HAPAG-Philosophie, in puncto Geschwindigkeit keine Rekorde anstreben zu wollen.

Miniaturmodell der Vaterland im Internationalen Maritimen Museum Hamburg

Die Vaterland, die nach den Plänen der HAPAG in den Wintermonaten für Kreuzfahrten eingesetzt werden sollte, sollte Platz für 354 Passagiere in der 1. Klasse, 435 in der Touristenklasse und 533 in der 3. Klasse bieten.
Mit Kriegsbeginn bestand bald ein großer Bedarf an Werftkapazitäten vor allem für den U-Boot-Bau, so dass beschlossen wurde, die Helling der Vaterland dafür freizumachen. Dieser vorgezogene Notstapellauf fand am 24. August 1940 statt. Am gleichen Tag wurde in unmittelbarer Nähe das Schlachtschiff Bismarck in Dienst gestellt. Beim Stapellauf kam es zu einer Kollision der ablaufenden Vaterland mit dem Heck des Kriegsschiffs, wobei aber nur minimaler Schaden an dessen Flaggenstock entstand.
Das unfertige Passagierschiff wurde im Anschluss im Hamburger Hafen vertäut und jede weitere Arbeit an ihm eingestellt. Stattdessen wurde das Schiff von der Kriegsmarine als Holzlager verwendet.
Am 25. Juli 1943 wurde die Vaterland während der verheerenden Luftangriffe auf Hamburg von mehreren Bomben getroffen und stark beschädigt. Bis 1948 wurde das Wrack an Ort und Stelle verschrottet.
Ihren Namen hat die Vaterland nie offiziell erhalten.

## Geplante Schwesterschiffe
Die Vaterland sollte nach den Planungen der HAPAG zwei baugleiche Schwesterschiffe erhalten, die – wie schon bei der Imperator-Klasse von 1913 – die Namen Imperator und Bismarck erhalten sollten. Deren Aufträge wurden jedoch nicht mehr vergeben.